# Kanton Saint-Jean-de-Luz
Kanton Saint-Jean-de-Luz (francouzsky Canton de Saint-Jean-de-Luz) je francouzský kanton v departementu Pyrénées-Atlantiques v regionu Akvitánie. Tvoří ho čtyři obce.

## Obce kantonu
- Ascain
- Bidart
- Guéthary
- Saint-Jean-de-Luz